# 马塞洛·马丁斯·莫雷诺
马塞洛·马丁斯·莫雷诺（Marcelo Martins Moreno，1987年6月18日—），在中国联赛效力时期通常被称为莫雷罗，是一名巴西裔玻利维亚职业足球运动员，司职前锋。现在效力于巴拉圭足球甲級聯賽球队波特诺山丘。

## 俱乐部生涯
马丁斯曾在玻利维亚的东方石油和巴西维多利亚青年队效力。2006年，他进入维多利亚一队，参加巴西足球丙级联赛。2006赛季，他在巴丙联赛射进12球，仅落后榜首4球。2007年中段，他转投克鲁塞罗，并在南美解放者杯射进8球，成为赛事最佳射手。
2008年5月27日，他以900万欧元的身价加盟乌克兰足球超级联赛球队顿涅茨克矿工，并签约五年。马丁斯在球队表现平平，并于2009年5月29日被租借到一年前曾打算签入他的德国足球甲级联赛球队云达不莱梅。但是，马丁斯依然未能站稳脚跟，半个赛季联赛五次出场未进一球。2010年1月29日，云达不莱梅宣布提前终止他的租借合同。2月1日，在冬季转会窗关闭前，英格兰足球超级联赛球队维甘竞技宣布租借马丁斯半年。他在英超赛场也没有任何斩获，回到顿涅茨克矿工后也是球队的边缘球员。
2012年，马丁斯结束在欧洲四年的不成功之旅，和巴西球队格雷米奥签约五年。2013赛季和2014赛季，他分别被租借到弗拉门戈和克鲁塞罗效力。马丁斯在2014赛季出场32次，进球15个，仅次于里卡多·高拉特，是球队的第二射手，并帮助球队成功卫冕巴西足球甲级联赛冠军。
2015年2月，马丁斯加盟中国足球超级联赛球队长春亚泰。
2017年2月17日，马丁斯加盟中国足球甲级联赛球队武汉卓尔，双方签订工作合同两年，並在首賽季以23粒進球成為神射手。
2019年1月18號，莫雷諾加盟石家庄永昌，並身穿9號球衣。
2020年2月19日，馬丁斯回到他的前俱樂部克魯塞羅，與他們簽了三年合同。

## 国家队生涯
马丁斯出生在玻利维亚，父亲是巴西球员毛罗·马丁斯（Mauro Martins），母亲是玻利维亚人。他曾代表巴西U18国家队出场，但最终选择为玻利维亚国家足球队效力。
2007年9月12日，他在玻利维亚对秘鲁的友谊赛首次代表国家队出场。同年11月20日，他在2010年世界杯外围赛对阵委内瑞拉的比赛梅开二度，首次在国家队进球，但最终玻利维亚3比5不敌对手。